# Jean-Denis Deletraz
Jean-Denis Deletraz va ser un pilot de curses automobilístiques suís que va arribar a disputar curses de Fórmula 1.
Va néixer l'1 d'octubre del 1963 a Ginebra, Suïssa.

## A la F1
Jean-Denis Deletraz va debutar a la setzena i última cursa de la temporada 1994 (la 45a temporada de la història) del campionat del món de la Fórmula 1, disputant el 13 de novembre del 1994 el G.P. d'Austràlia al circuit d'Adelaida.
Va participar en un total de tres curses puntuables pel campionat de la F1 disputades en dues temporades consecutives (1994 - 1995) aconseguint una quinzena posició com millor classificació en una cursa i no assolí cap punt vàlid pel campionat del món de pilots.

## Resultats a la Fórmula 1
| Any  | Equip                  | Xassís    | Motor | 1   | 2   | 3   | 4   | 5   | 6   | 7   | 8   | 9   | 10  | 11  | 12  | 13      | 14     | 15  | 16      | 17  | Posició | Punts |
| ---- | ---------------------- | --------- | ----- | --- | --- | --- | --- | --- | --- | --- | --- | --- | --- | --- | --- | ------- | ------ | --- | ------- | --- | ------- | ----- |
| 1994 | Tourtel Larrousse      | Larrousse | Ford  | BRA | PAC | SMR | MON | ESP | CAN | FRA | GBR | ALE | HON | BEL | ITA | POR     | EUR    | JAP | AUS Ret |     | -       | 0     |
| 1995 | Pacific Grand Prix Ltd | Pacific   | Ford  | BRA | ARG | SMR | ESP | MON | CAN | FRA | GB  | ALE | HON | BEL | ITA | POR Ret | EUR 15 | PAC | JAP     | AUS | -       | 0     |

### Resum
| Curses: | Victòries: | Pòdiums: | Poles: | Voltes ràpides: | Punts: |
| ------- | ---------- | -------- | ------ | --------------- | ------ |
| 3 (3)   | 0          | 0        | 0      | 0               | 0      |